# Хенри Маркам
Хенри Харисон Маркам (енгл. Henry Harrison Markham; Вилмингтон, 16. новембар 1840 — 9. октобар, 1923) је био амерички политичар. Био је члан Представничког дома од 4. марта 1885, до 3. марта 1887. Од 8. јануара 1891, до 11. јануара 1895. је служио као 18. гувернер Калифорније.
Маркам је рођен у Вилмингтону у држави Њујорк. Током Грађанског рата, Маркам је био редов у 6. чети, 32. добровољачког пешадијског пука Висконсина; унапређен је у чин потпоручника и након рата се вратио у Висконсин и населио се у Милвокију. Умро је у Пасадени у Калифорнији.